# Pugatxovo
Pugatxovo (en rus: Пугачёво) és un poble de l'óblast de Sakhalín, a l'Extrem Orient de Rússia, que el 2013 tenia 85 habitants. Pertany al districte de Makàrov.